# Шпанија на Зимским олимпијским играма 1960.
Шпанији је ово било 5 учешће на Зимским олимпијским играма. На Олимпијским играма 1960. у Скво Валију, САД учествовала је са 4 учесника (три мушкараца и једна жена), који су се такмичили у алско скијање|алпском скијаљу.
На свечаном отварању заставу Шпаније носило је аплска скијаш Луис Санчез.
У делегацији Шпаније најмлађи је била Маријан Наваро са 18 година и 269 дана, а најстарији Луис Аријас са 29 година и 174 дана.
После ових Игара Шпанија је остала у групи земања које нису освајале медаље на Зимским олимпијским играма.

## Учесници по спортовима
| Спорт          | Мушкарци | Жене | Укупно |
| -------------- | -------- | ---- | ------ |
| Алпско скијање | 3        | 1    | 4      |
| Укупно(1)      | 3        | 1    | 4      |

## Алпско скијање
Мушкарци
| Такмичар       | Дисциплина | Резултати | Резултати | Резултати       | Резултати       | Резултати       | Резултати       | Резултати       | Детаљи |
| Такмичар       | Дисциплина | 1. трка   | Пласман   | 2. трка         | Пласман         | Укупно          | Заостатак       | Пласман/учес    | Детаљи |
| -------------- | ---------- | --------- | --------- | --------------- | --------------- | --------------- | --------------- | --------------- | ------ |
| Луис Аријас    | спуст      |           |           |                 |                 | 2:29,8          | +23,8           | 51. /61 (63)    |        |
| Луис Аријас    | велеслалом | 2:13,2    | +24,9     | 42. /58 (65)    |                 |                 |                 |                 |        |
| Луис Аријас    | слалом     | 1:24,3    | 39        | 1:16,2          | 25              | 2:40,5          | +31,6           | 24. /58 (65)    |        |
| Луис Санчез    | спуст      |           |           |                 |                 | 2:28,3          | + 22,3          | 44. /61 (63)    |        |
| Луис Санчез    | велеслалом | 2:13,6    | +25,3     | 45. /58 (65)    |                 |                 |                 |                 |        |
| Луис Санчез    | слалом     | 1:52,1    | 52        | Дисквалификован | Дисквалификован | Дисквалификован | Дисквалификован | Дисквалификован |        |
| Мануел Гарсија | спуст      |           |           |                 |                 | 2:27,6          | +21.6           | 42. /61 (63)    |        |
| Мануел Гарсија | велеслалом | 2:14,8    | +26,5     | 47. /58 (65)    |                 |                 |                 |                 |        |
| Мануел Гарсија | слалом     | 1:32.3    | 50        | 1:25,7          | 31              | 2:58.0          | +49,1           | =34 /58 (65)    |        |

Жене
| Такмичар       | Дисциплина | Резултати        | Резултати        | Резултати        | Резултати | Резултати | Резултати | Резултати    | Детаљи |
| Такмичар       | Дисциплина | 1. трка          | Пласман          | 2. трка          | Пласман   | Укупно    | Заостатак | Пласман/учес | Детаљи |
| -------------- | ---------- | ---------------- | ---------------- | ---------------- | --------- | --------- | --------- | ------------ | ------ |
| Маријан Наваро | спуст      |                  |                  |                  |           | 1:49,7    | +12,1     | 24. /39 (42) |        |
| Маријан Наваро | велеслалом | Дисквалификована | Дисквалификована | Дисквалификована |           |           |           |              |        |
| Маријан Наваро | слалом     | 1:05,2           | 28               | 1:02.8           | 21        | 2:08,0    | +18,4     | 23. /38 (43) |        |